# I. Theodorik nyugati gót király
I. Theodorik, más írásmóddal Theodorid (393 – 451. június 20.) nyugati gót király 418-tól haláláig. Tolosát választotta királyságának székhelyéül.

## Élete
Uralkodása alatt a gótok számára Aquitánia szűknek bizonyult, ezért elkezdtek terjeszkedni Hispánia, majd a Loire és Rhône folyó vonaláig. A 430-as években a Rhone torkolatáig terjedő területet igyekeztek elfoglalni a rómaiaktól. Aetiusnak csak hun segítséggel sikerült a gótok támadásait kivédni, az eldöntetlen küzdelem 439-ben ideiglenes békével zárult.
Theodorik 442 körül a vandálokkal szövetkezett Róma ellen, ám a szövetség csakhamar szétbomlott. Ezek után a szvévekkel kereste a kapcsolatot, 449-ben Rechiar szvév király nőül vette Theodorik leányát. A szövetség valószínű célja Hispánia elfoglalása és a két hatalom közötti felosztása volt. Ám a hun támadás hírére 451-ben 50-60 000 főnyi hadsereggel és két fiával, Thorismunddal és Theuderichkel csatlakozott a rómaiakhoz. 451 júniusában vizigót seregével felmentette az országába vezető Liger/Loire-hidat védelmező Aureliani/Orléans-t Attila ostroma alól, és részt vett a catalaunumi ütközetben. Nehéz kézitusa közben bukott le lováról. Holttestét fiai Tolosába (Toulouse) szállították.